# 恋愛LoveMAX
『恋愛LoveMAX』（れんあいラブマックス）は、秋田書店が発行する日本の隔月刊女性向け漫画雑誌。発売日は奇数月の6日。

## 概要
1999年に『COMIC MIU』として創刊。2004年に『恋愛よみきりMAX』に誌名を変更し、2005年に月刊化。2006年に『恋愛LoveMAX』に誌名を変更し隔月刊化。
『フォアミセス』（秋田書店）の増刊誌で、大人の女性を対象としたレディースコミック誌。キャッチフレーズは「ココロとカラダがときめくオトナの恋愛コミック誌」。姉妹誌としては2006年に創刊の『恋愛チェリーピンク』がある。また、過去には関連誌として『ちびMAX』（創刊2004年、休刊2006年）があった。
単行本は専用レーベルとなる「恋愛MAXコミックス」より刊行されている（『恋愛チェリーピンク』と共用）。当初は『COMIC MIU』時代の「MIUコミックス」レーベルとして開始され、2000年から2004年まで刊行。2005年から『恋愛よみきりMAX』にあわせ現行のレーベル名へと受け継がれた。

## 沿革
- 1999年 - 12月に『フォアミセス』の増刊誌として『COMIC MIU』創刊[6]。
- 2000年 - 3月発売の4月号から隔月刊（偶数月刊）。発売日は原則として奇数月の1日。
- 2004年 - 1月8日にフォアミセス増刊 COMIC MIU特別編集の『恋愛よみきりMAX』に誌名を変更して発売。同時に号表記を通巻に変更。vol.4、vol.5は『Eleganceイブ』（秋田書店）の増刊として発売された。
- 2005年 - プチ月刊化として偶数月の4月1日にvol.9を発売。5月にvol.10を発売した後、7月1日発売の8月号から完全月刊化。
- 2006年 - 1月6日発売の2月号から、発売日を6日に変更。6月6日に7月号を発売した後、9月6日にフォアミセス増刊『恋愛LoveMAX』に誌名を変更して10月号が発売され、隔月刊（偶数月刊）となる。発売日は原則として刊行月の前月6日。

## 主な掲載作品

### 現在の連載作品
- カラダで返してもらおうか。（いのうえさきこ）
- 今夜も泣き寝入り（小沢カオル）
- 最近ペットにされてます（藤井みつる）
- プライベート・ドクター Season5（花田祐実）

### 過去の連載作品
- いとしいとしというこころ。（なかはら★ももた）
- 恋する桃色ごはん♥（君早絵）
- 婚活ゲーム（北野生）
- すべて愛のしわざ（もんでんあきこ）
- 唾と密（まんだ林檎）
- ねこ あきない（夢路行）
- 左向け、ラブ♥（みやもと茶子）
- プライベート・ドクター（花田祐実）
  - プライベート・ドクター Season2
  - プライベート・ドクター Season3
  - プライベート・ドクター Season4
- ベイビー 涙はふいて（花田祐実）
- ユキ先生!お元気ですか!?（國廣幸亜）

## 関連誌
- フォアミセス - 女性漫画誌。現在も刊行中。
- 恋愛チェリーピンク - 姉妹誌。『フォアミセス』の増刊（Vol.01のみ『フォアミセス スペシャル』の増刊扱い）。現在も刊行中。
- ちびMAX - 『恋愛チェリーピンク』の関連誌。各誌の増刊扱い（Vol.01は『Eleganceイブ』増刊、Vol.02-04は『フォアミセス』増刊、Vol.05-12は『サスペリアミステリー』増刊）。後に休刊。